# Paróquia de Beauregard

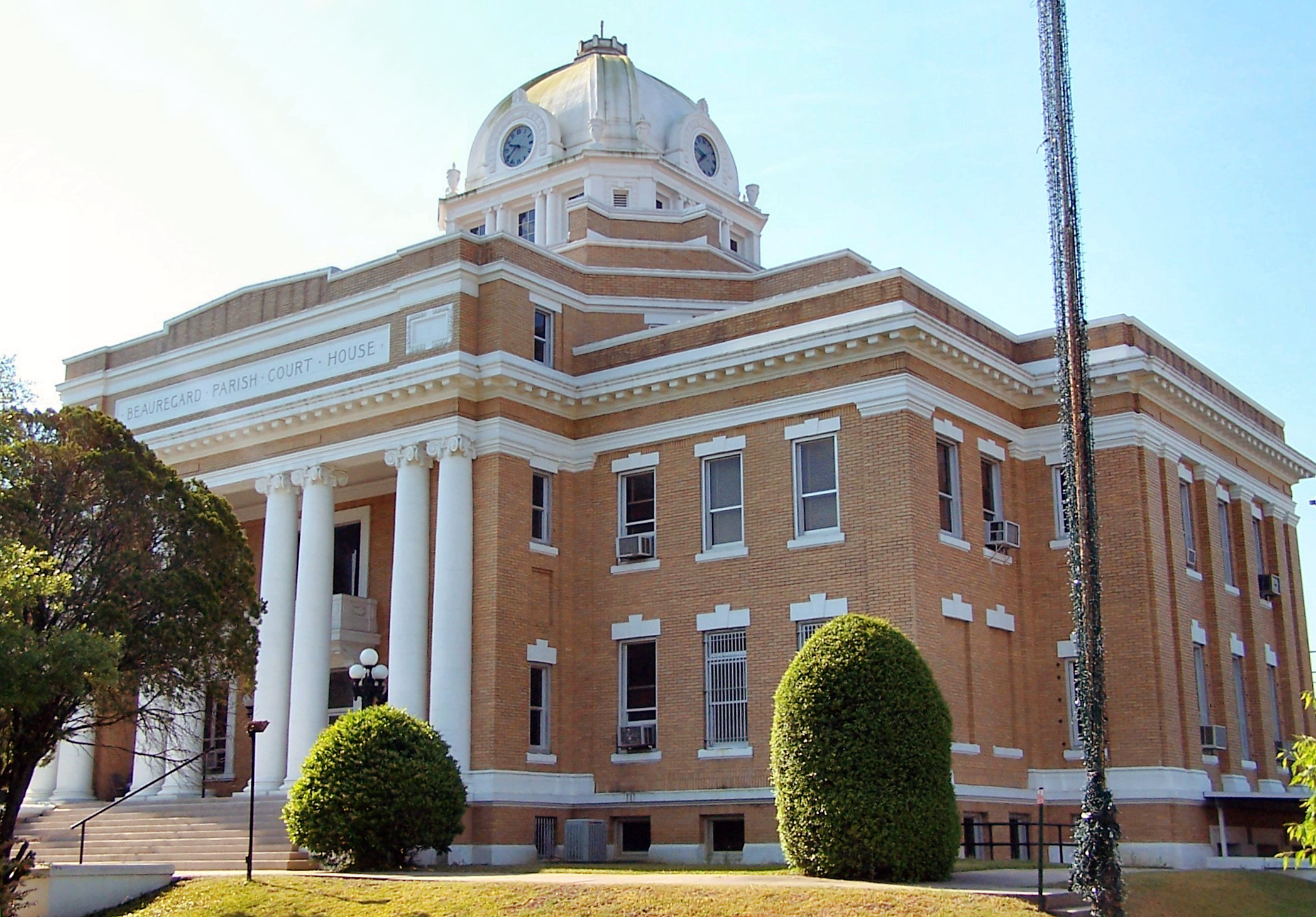
Corte judiciária de Beauregard.

A Paróquia de Beauregard é uma das 64 paróquias do estado americano da Luisiana. A sede da paróquia é De Ridder, e sua maior cidade é De Ridder. A paróquia possui uma área de 3 020 km² (dos quais 15 km² estão cobertas por água), uma população de 32 986 habitantes, e uma densidade populacional de 11 hab/km² (segundo o censo nacional de 2000).